# Starship (hudební skupina)
Starship je americká rocková skupina. Zpočátku se jmenovala Jefferson Starship (1984), poté podstoupilo změnu v hudebním směru, následnou ztrátu členů a soudní urovnání, které vedlo ke změně jména. Jejich největším hitem byla píseň „Nothing's Gonna Stop Us Now“ z roku 1987, z alba No Protection. V roce 2003 vydala skupina Starship s Mickeym Thomasem dokumentární DVD Starship: Greatest & Latest.  Album obsahovalo nahrávky Starship s Mickeym Thomasem s největšími hity Starship, písně původně z období Thomasova působení v Jefferson Starship, např. jako „Fooled Around a Fell In Love“, které Thomas zpíval se skupinou Elvin Bishop Group v roce 1976. V roce 2006 se ke skupině připojila zpěvačka Stephanie Calvert. V roce 2007 vyšlo živé album Layin' it On The Line Live In Las Vegas. 17. září 2013 vyšlo nové album „Loveless Fascination“, které produkoval Jeff Pilson ze skupiny Foreigner.